# Región de las Islas
La región de las Islas (oficialmente: Islands Region) es una de las cuatro regiones que reagrupan las provincias del Estado Independiente de Papúa Nueva Guinea. Ocupa la parte nororiental del país y se encuentra subdivida en cuatro provincias y una región autónoma:
1. Bougainville
2. Manus
3. Nueva Bretaña del Este
4. Nueva Bretaña del Oeste
5. Nueva Irlanda

## Geografía
La región de las Islas formaron enteramente parte del antiguo territorio de la Nueva Guinea Alemana, donde también poseía territorios en el norte de la isla de Nueva Guinea.
Abarca una extensión territorial de 89.803 kilómetros cuadrados y tiene una población de 918.151 habitantes. Al sur de esta región se encuentran las Islas Salomón, al sur y al oeste se ubica la isla de Nueva Guinea, al este está Nauru, y al norte se encuentran los Estados Federados de Micronesia.

## Función
Las regiones tradicionales de Papúa Nueva Guinea no constituyen unidades administrativas ni desempeñan un papel económico ni político. Pero se recurre a ellas frecuentemente en estadísticas y documentos oficiales producidos por las autoridades papuanas, así como en folletos de información, turísticos u otros, para clasificar las 19 provincias del país en cuatro unidades de mayor rango.